# Palazzo Uffici Olivetti
Le Palazzo Uffici Olivetti est un bâtiment de la ville d'Ivrée au Piémont en Italie. Il fait partie du complexe Olivetti d'Ivrée, qui fait l'objet d'inscription au patrimoine mondial par l'UNESCO sous la dénomination « Ivrée, cité industrielle du XXe siècle ».

## Histoire
Le bâtiment est commandé par l'entreprise Olivetti aux architectes Annibale Fiocchi, Gian Antonio Bernasconi et Marcello Nizzoli et est réalisé entre 1960 et 1964. Sa construction répondait aux besoins de l'entreprise de se doter, à un moment de grande expansion industrielle, d'un siège de représentation qui accueillerait également, entre autres, la présidence de la société.

## Description
Le bâtiment, réalisé dans le style international, présente un plan en étoile constitué de trois bras articulés à 120 degrés autour d'un bloc central.

## Galerie

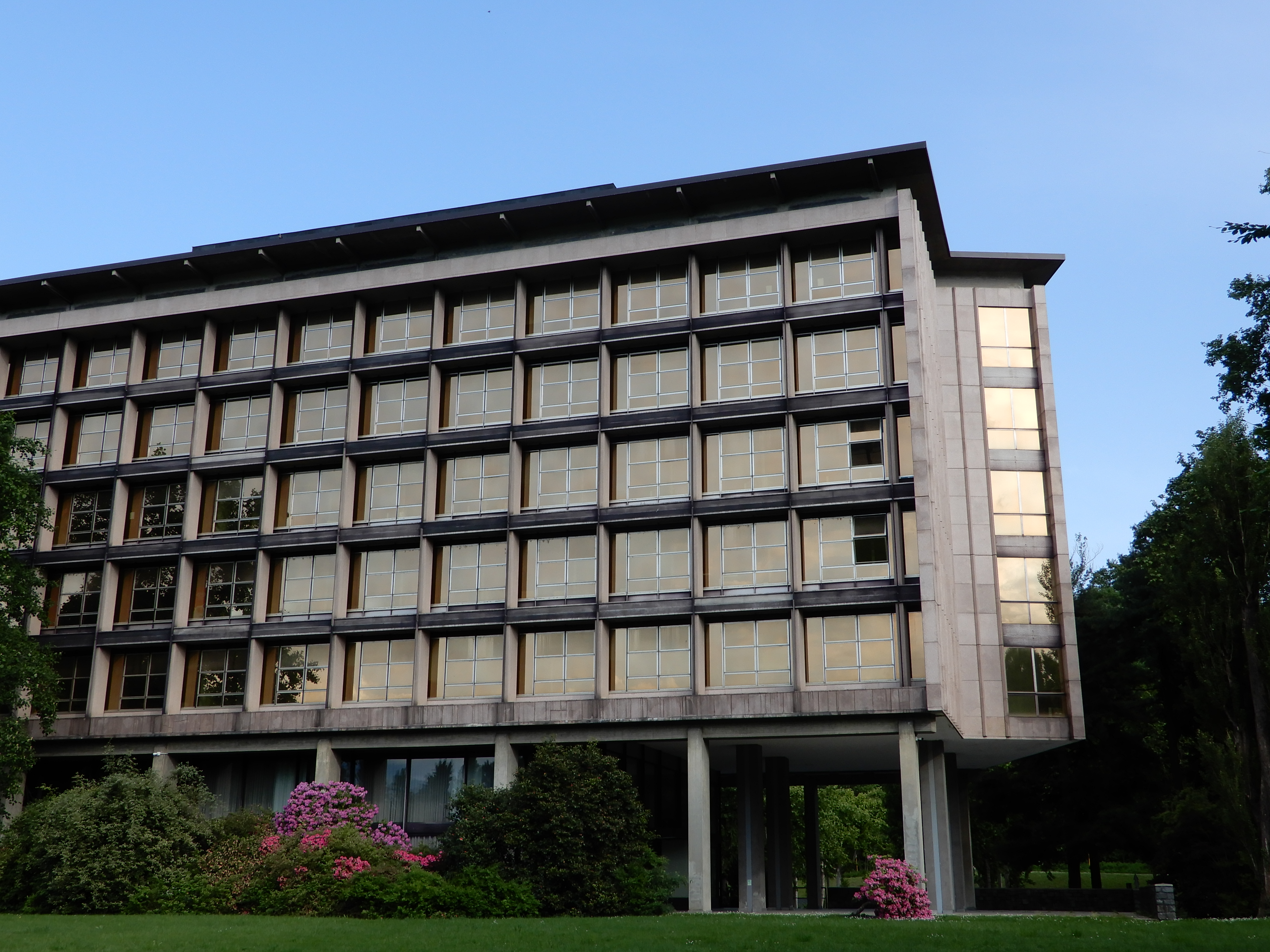
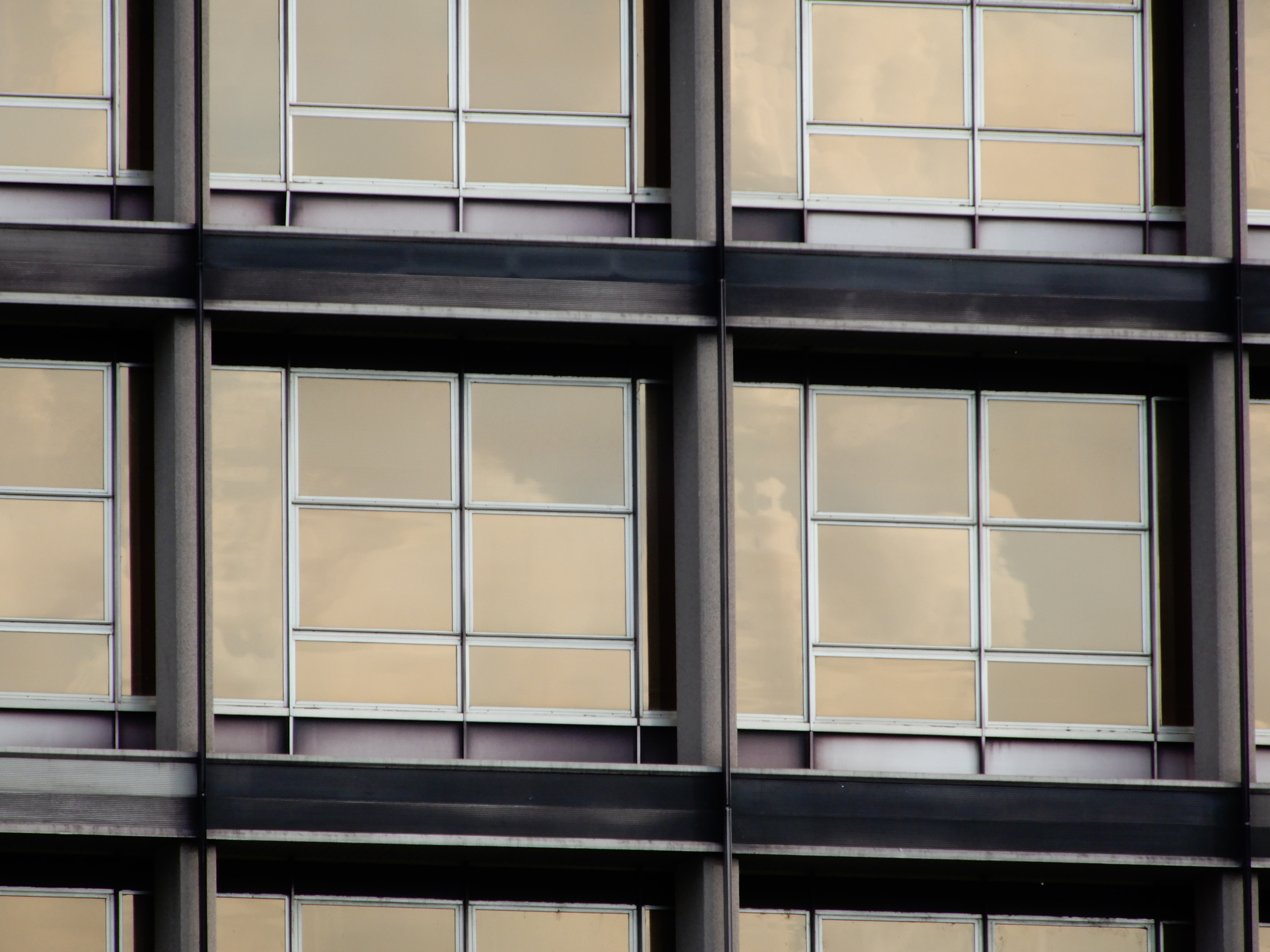
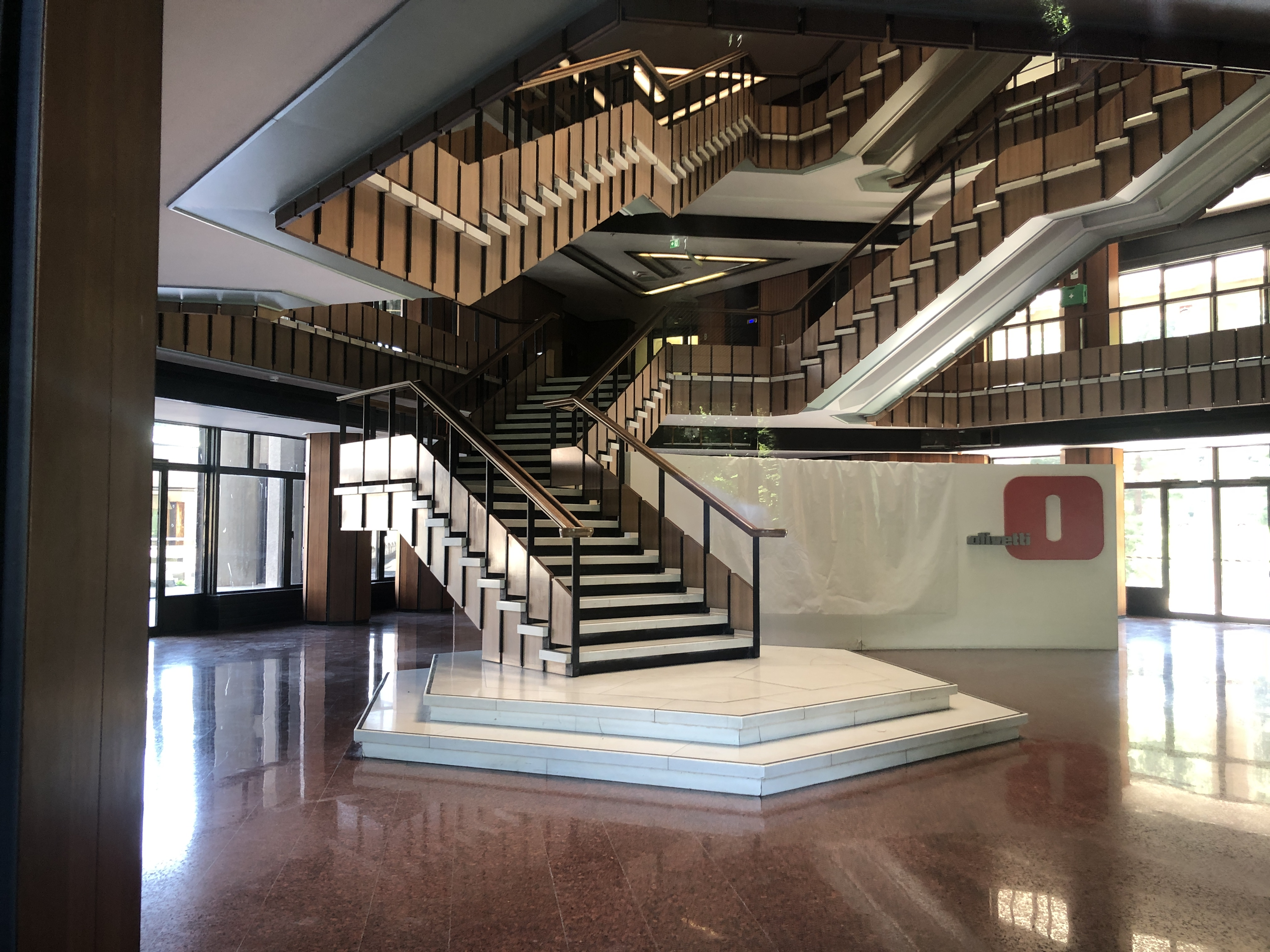